# Koek (lekkernij)

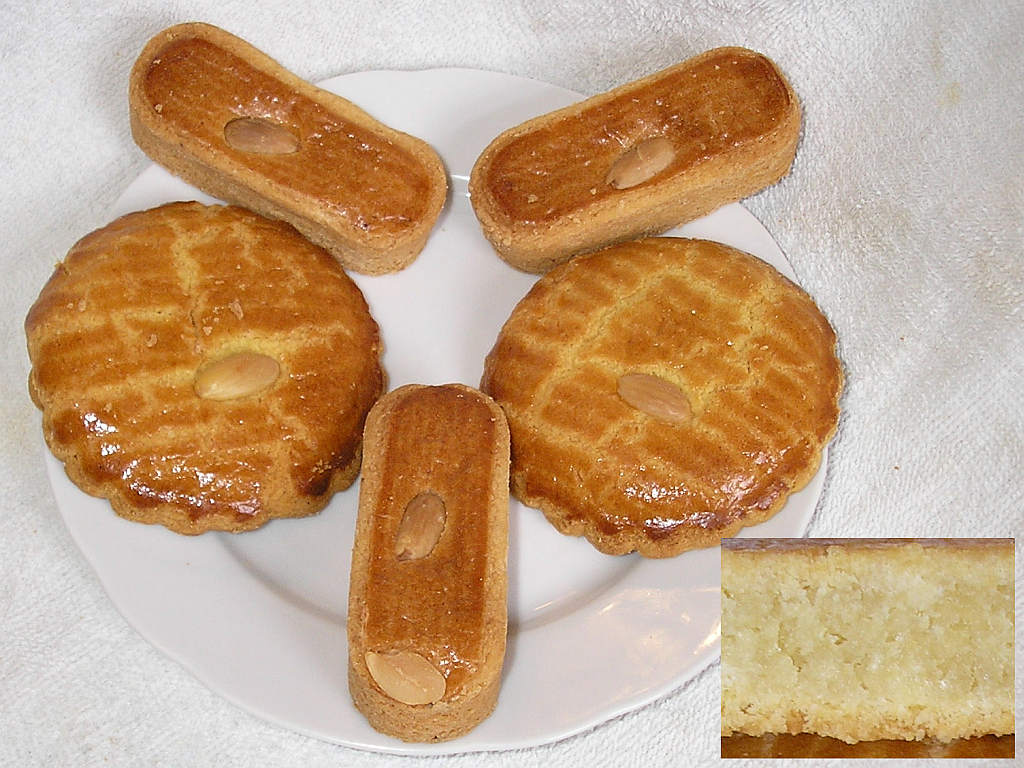
Gevulde koeken en kano's

Koek is een lekkernij, gebakken van bloem, eieren, suiker en eventuele andere ingrediënten. De structuur is stevig, bruin van kleur en het bevat soms stukjes sukade, noot en rozijnen. Sommige koeksoorten worden tot het 'droog gebak' gerekend. 
Er zijn verschillende soorten koek, zoals:
- Boterkoek
- Deventer koek
- Dinantse koek
- Eierkoek
- Gemberkoek
- Gevulde koek
- Groninger koek
- Kandijkoek
- Kermiskoek
- Koffiekoek
- Ontbijtkoek
- Oudewijvenkoek
- Roze koek
- Taaitaai

Het verkleinwoord koekje wordt gebruikt voor allerlei klein "gebak" voor bij de koffie. Koek wordt ook weleens gebruikt voor iets wat in een koekenpan wordt gebakken, zoals pannenkoeken, rijstekoekjes of viskoekjes.
In Indonesië kent men de spekkoek (spekuk of kue lapis legit) die bestaat uit op elkaar gestapelde dunne laagjes cake-achtige koek. Elk laagje wordt apart gebakken, waardoor het maken van spekkoek zeer bewerkelijk is.
Tevens is het woord koek een schijnpalindroom, oftewel een pseudopalindroom: De klank is wel omkeerbaar, maar het geschreven woord niet.

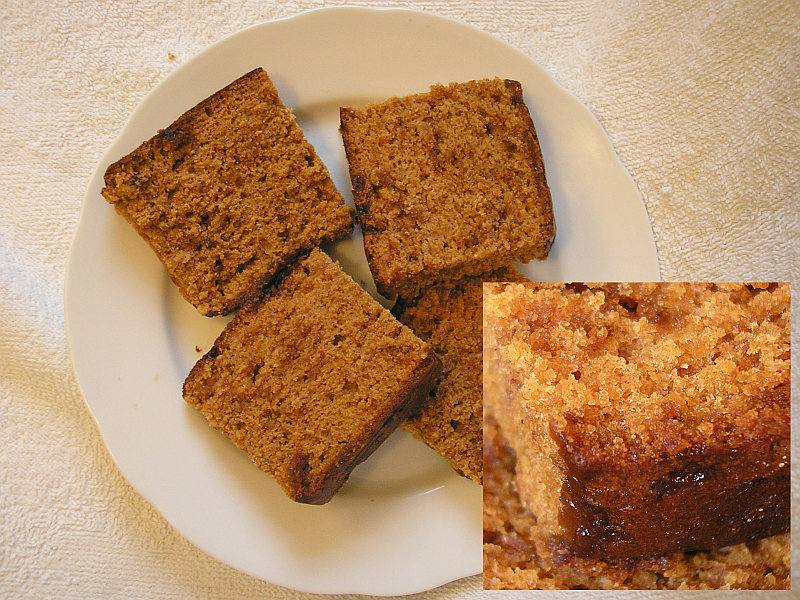
Friese kruidkoek
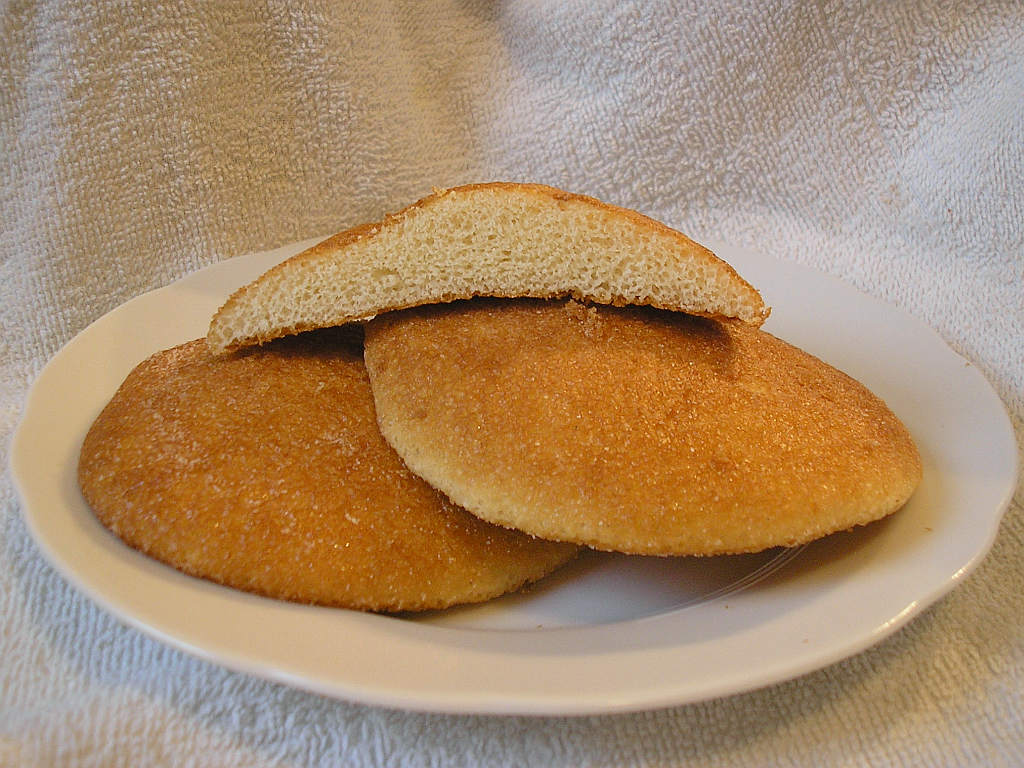
Eierkoeken
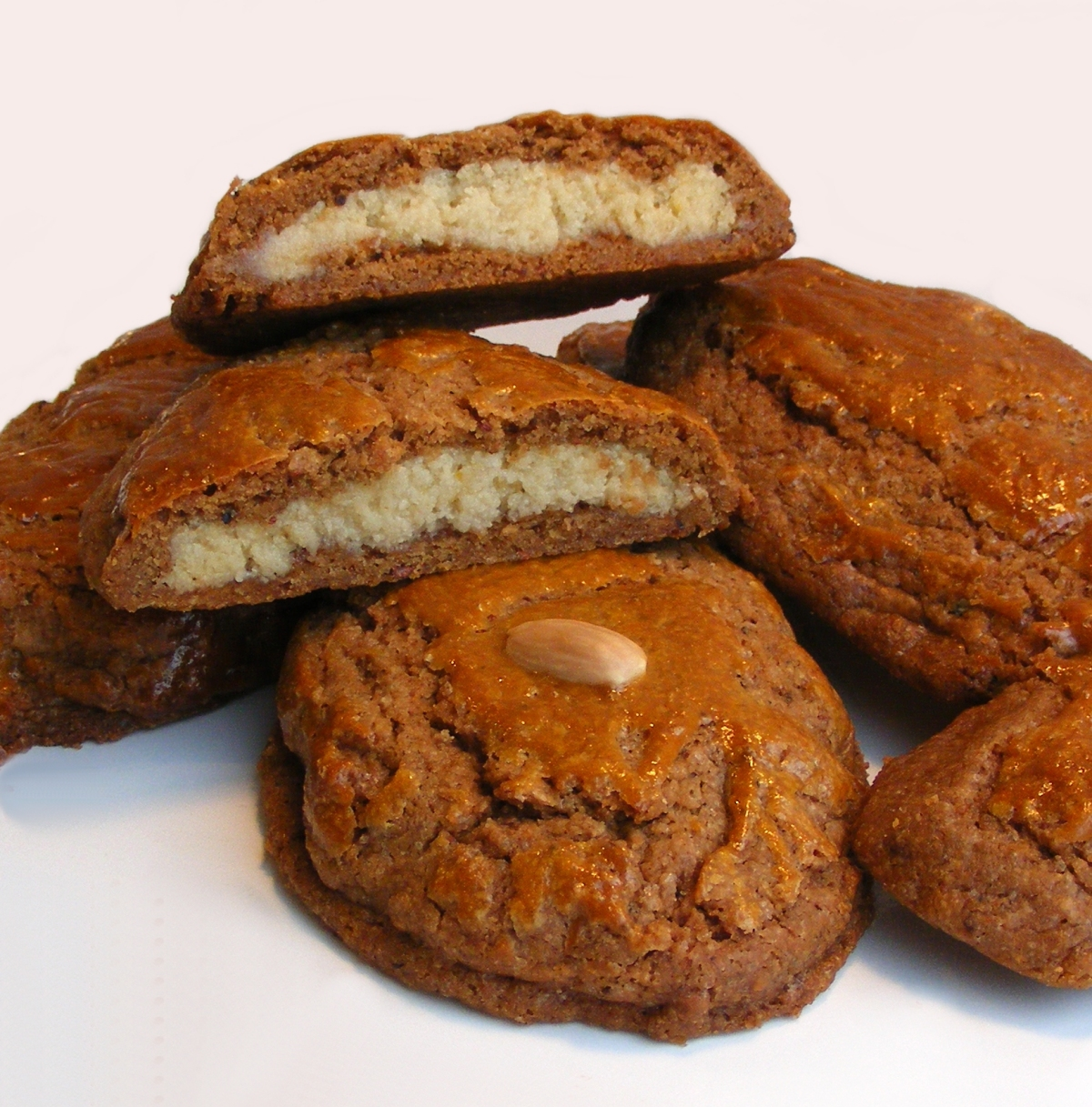
Gevulde speculaas

## Uitdrukkingen
Iemand die koeken bakt, is een koekenbakker. Het woord koekenbakker duidt echter ook op iemand die iets  onhandig heeft uitgevoerd.
Billenkoek is geen koek, maar een pak slaag op iemands billen.
Lariekoek is wat iemand vertelt maar niet waar is, net als lulkoek en kletskoek. Kletskopjes zijn daarentegen wel koekjes.
Zie ook: Uitdrukkingen en gezegden met koek.

## Emigratie
Koek en koekjes zijn zo populair, dat het gebruik is meegenomen naar het Verenigd Koninkrijk en naar de Verenigde Staten. Het Amerikaanse cookie is afgeleid van het Nederlandse 'koekje'.

## Volksgebruik
Koek wordt ook gebruikt bij het koekhappen. Aan een draad worden plakken koek (ontbijtkoek) geregen. Die wordt opgehangen en vervolgens moet men met de handen op de rug koek proberen te happen.